# Ecpetala euthypora
Ecpetala euthypora är en fjärilsart som beskrevs av Louis Beethoven Prout 1926. Ecpetala euthypora ingår i släktet Ecpetala och familjen mätare. Inga underarter finns listade i Catalogue of Life.